# Ricardo Sanz García
Ricardo Sanz García (Canals, Costera, 1898 - València, 1986) fou un dirigent anarquista espanyol. Fill d'obrers agricultors, amb 12 anys entrà a treballar en una farinera. El 1914 es traslladà a viure a Barcelona, on el 1917 s'adherí al Sindicat de Tintorers de la CNT. Gaudia de bona oratòria, i va participar en nombrosos míting i campanyes propagandístiques de la CNT. Formà part del comitè de vaga en la vaga de La Canadenca. L'octubre de 1922 participà en la fundació del grup anarquista Los Solidarios, amb Buenaventura Durruti i Joan García Oliver, entre d'altres.
El cop militar de Miguel Primo de Rivera el va sorprendre a Saragossa i allí en una reunió del comitè local, proposà un cop de mà per fer volar el tren amb el que s'havia de traslladar el Dictador de Barcelona a Madrid, però el seu pla no va ser acceptat. Fou empresonat el 1925 i el 1930 fou president del Sindicat de la Construcció. Participà en la Conferència de la CRTC del 31 de maig de 1931 a Barcelona, en el tercer Congrés de la CNTa Madrid de l'11 al 16 de juny de 1931. També va assistir al Ple de Sindicats de la CRTC a Barcelona l'agost de 1931.
Va combatre durament als trentistes en l'opuscle Los Treinta Judas. El 1932 fou elegit vicesecretari del comitè nacional de la CNT. Va assistir al Ple Regional de la CRTC celebrat a Barcelona el dies 5 a 13 de març de 1933 i fins al 1936 mantingué una intensa activitat propagandística arreu d'Espanya. El 19 de juliol de 1936 lluità, escopeta en mà, per reduir la revoltada caserna de les Drassanes de Barcelona. Després fou nomenat inspector general dels fronts de Catalunya i Aragó i més tard, en morir Durruti fou nomenat cap de la 26a. Divisió. Un cop acabada la guerra civil espanyola s'exilià a França i fou internat en el camp de refugiats de Vernet i més tard deportat al camp de concentració de Djelfa (Algèria). Fou alliberat amb l'ocupació del nord d'Àfrica per les tropes aliades. El 1945 retornà a França i no tornà a Espanya fins al 1979.

## Obres
- Ruta de Titanes (1933).
- Francisco Ascaso y Buenaventura Durruti (1946).
- El Sindicalismo y la Política. Los Solidarios y Nosotros (1966)
- Los que fuimos a Madrid. Columna Durruti, 26a. División (1969)
- El Sindicalismo Español antes de la guerra civil (1976)
- La Política y el Sindicalismo (1978)
- Figuras de la Revolución Española (1979)